# Lago Eildon
Il lago Eildon è un lago artificiale, che si trova nella parte meridionale dello stato del Victoria, in Australia.
La parte meridionale del lago è compresa nel parco nazionale del lago Eildon.

## Storia
La diga che lo ha creato fu realizzata lungo il fiume Goulburn River nel 1925, e completata nel 1929 creando un bacino artificiale chiamato Sugarloaf Reservoir, a causa della costruzione della diga venne rilocalizzato il centro abitato di Eildon. 
Tramite opere successive opere il bacino fu allargato un primo tempo nel 1935 e in seguito nel 1955 arrivando alla portata di oltre 3 334 milioni di m³ e al nome attuale.
Il lago è una frequentata meta turistica.